# Manongo Mujica
Manuel Mujica Pinilla (Lima, Perú, 27 de marzo de 1950), más conocido por su nombre artístico Manongo Mujica, es un compositor y percusionista peruano.

## Biografía
Estudió percusión en Viena, forma parte de varios conjuntos londinenses. Regresa a Lima para hacer música para cortometrajes y para el ballet Flora Tristán estrenado por el Grupo de Danza del INC. 
Formó parte de The Mad's, banda creada en Lince por los hermanos Manolo y Álex Ventura en 1965.
En 1979 organiza el primer ciclo abierto de exploraciones musicales en el Auditorio Miraflores, con la colaboración de Arturo Ruiz del Pozo e invitando a músicos de su generación a participar.
Sus creaciones se hacían en un Taller Libre de Creación Musical con la colaboración de Arturo Ruiz del Pozo, Omar Aramayo, Douglas Tarnawiecki y Julio Algedones, el último un destacado percusionista.
Con el artista Rafael Hastings participó de diferentes proyectos audiovisuales como We are not a Family (1973), Peruvian (1978) y el conjunto de corto-metrajes, titulados El Incondicionado Desocultamiento (4 Cortometrajes Sobre El Hecho De Desaparecer) (1974).
También compuso la música para El mito de Inkarri (1977) de Mario Acha.

## Obras
- Paracas Ritual (Buh Records, 2020), con Terje Evensen
- El sonido de los dioses (2004)[8]
- Paisajes sonoros (1984), con Douglas Tarnawiecki
- Nocturno (1983)